# Vyhlídková plošina v Zoo Ostrava
Vyhlídková plošina v Zoo Ostrava se nachází na zalesněné haldě bývalého dolu Josef ve východní části Zoologické zahrady a botanického parku Ostrava v městském obvodu Slezská Ostrava v Ostravě. Geograficky patří také do nížiny Ostravská pánev a Moravskoslezského kraje.

## Další informace
Vyhlídková plošina v Zoo Ostrava je jednoduchá dřevěná plošina se zábradlím, která má výšku cca 0 m. Vyhlídka, která je také klidovou zónou, nabízí výhledy především do údolí Cesty vody (jedna z naučných stezek v Zoo Ostrava) a nachází se na konci Cesty vody vedle Sluneční louky s dětským hřištěm. U vyhlídky je také umistěná informační tabule popisující historii místa a jeho přírodní poměry. Vývoz uhelné hlušiny na haldu na které je vyhlídka umístěna skončil v roce 1916. Po vstupu do areálu Zoo je místo celoročně přístupné. V blízkosti vyhlídky se nachází také expozice dřevěných soch Slovanští bohové.

## Galerie

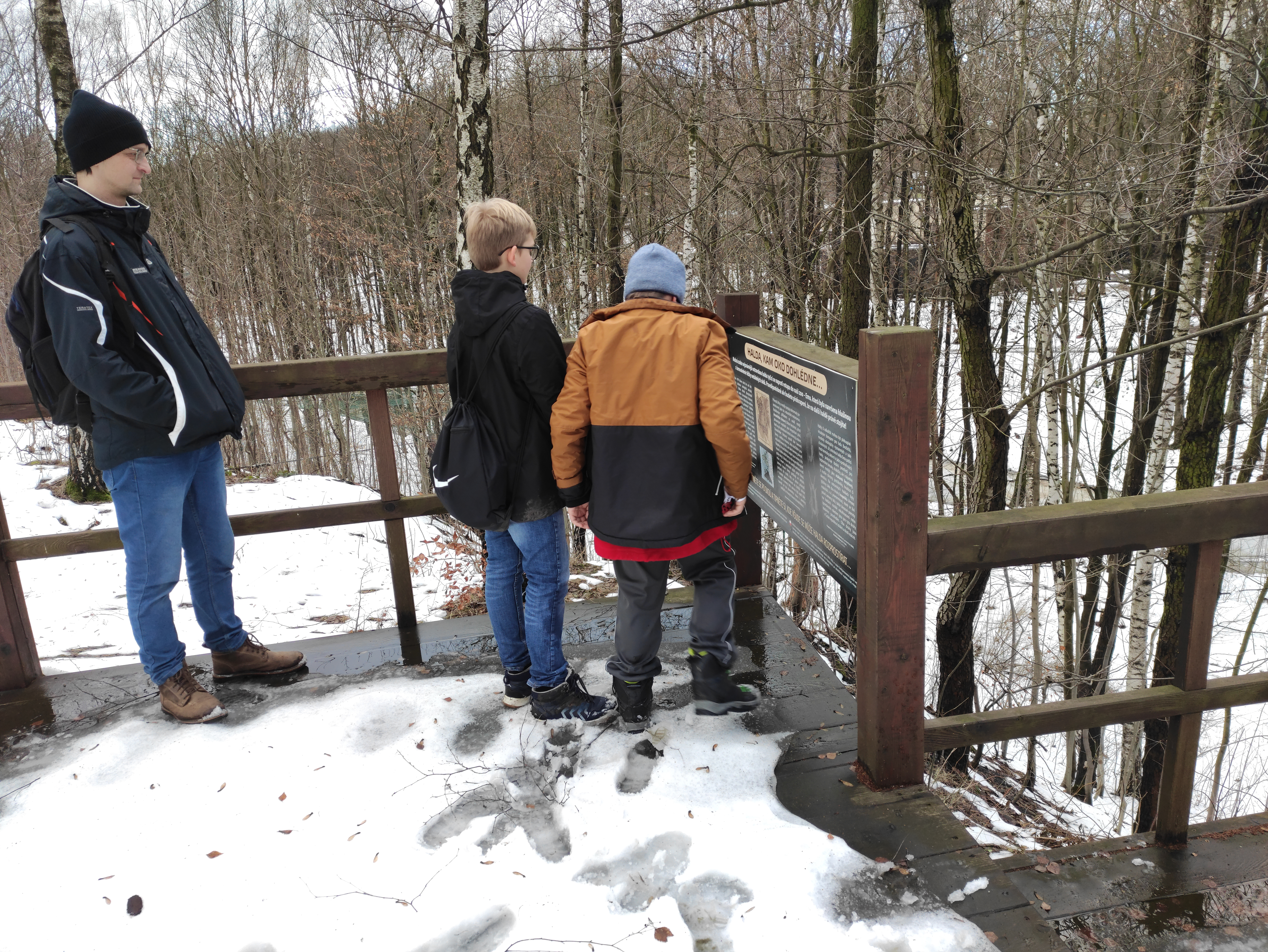
Na vyhlídkové plošině
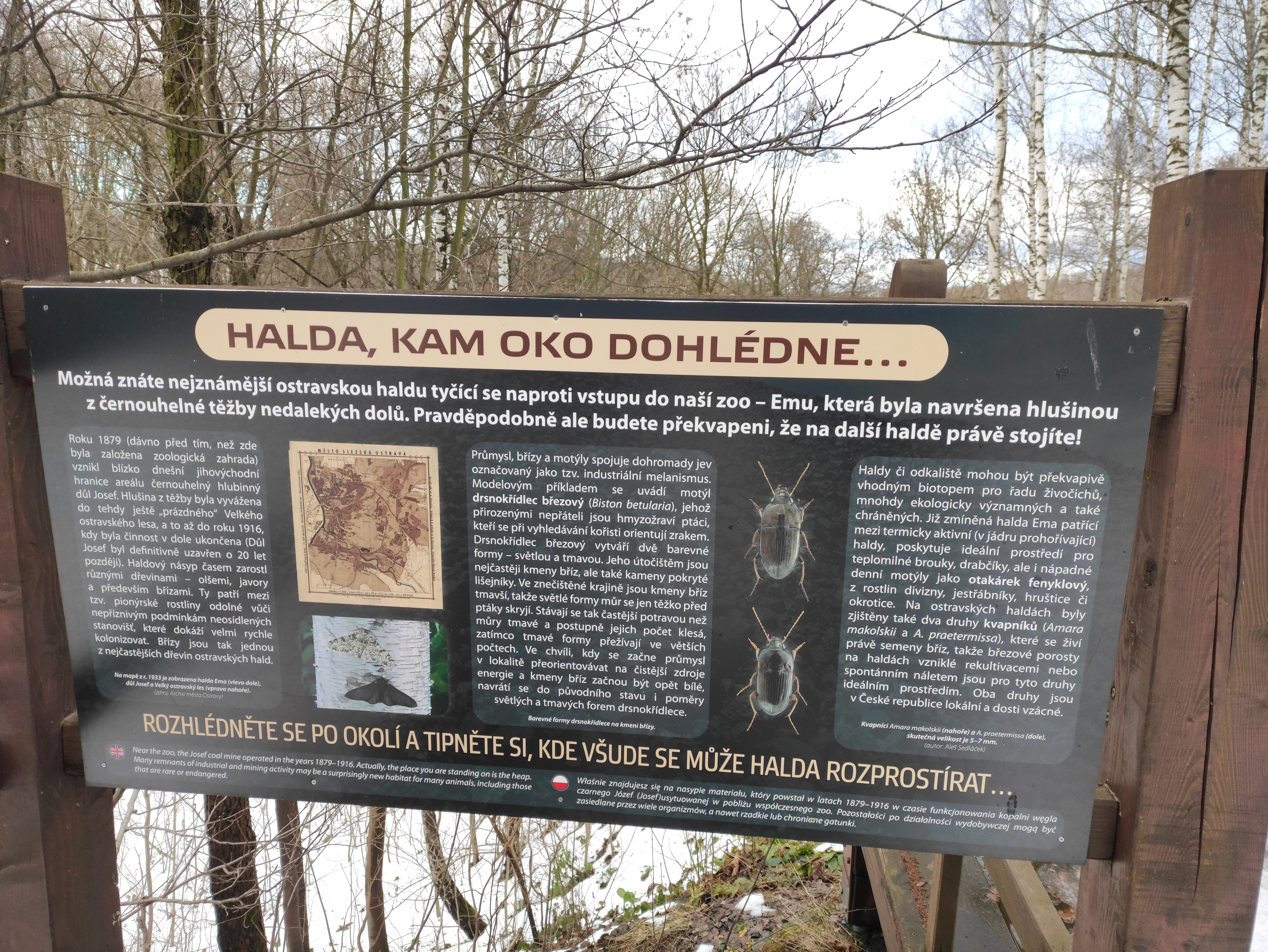
Informační panel u plošiny